# Liste der denkmalgeschützten Objekte in Pamhagen
Die Liste der denkmalgeschützten Objekte in Pamhagen enthält die 6 denkmalgeschützten, unbeweglichen Objekte der Gemeinde Pamhagen im Burgenland (Bezirk Neusiedl am See).

## Denkmäler
| Foto |                 | Denkmal                                                              | Standort                                        | Beschreibung | Metadaten |
| ---- | --------------- | -------------------------------------------------------------------- | ----------------------------------------------- | --- | --- |
| ja   | Datei hochladen | Hausberg Burg HERIS-ID: 11886 Objekt-ID: 8006                        | Burg Standort KG: Pamhagen                      | Ehemaliges Kastell in der Nähe der zwei Bühel. Es besteht noch ein 2 bis 3 Meter hoher Pyramidenstumpf, Graben und Wall. | BDA-Hist.: Q38115533 Status: Bescheid Stand der BDA-Liste: 2025-06-30 Name: Hausberg Burg GstNr.: 2497/355, 2497/356, 2497/357                      |
| ja   | Datei hochladen | Türkenturm, Glockenturm HERIS-ID: 10134 Objekt-ID: 6187              | bei Hauptstraße 56 Standort KG: Pamhagen        | Glockenturm an der Hauptstraße, auf der Wetterfahne steht: „Mosco Pascha 1639“. Er wurde 1979 renoviert. | BDA-Hist.: Q38058547 Status: § 2a Stand der BDA-Liste: 2025-06-30 Name: Türkenturm, Glockenturm GstNr.: 130/2 Bell tower Pamhagen                   |
| ja   | Datei hochladen | Ortskapelle Maria Lourdes HERIS-ID: 10135 Objekt-ID: 6188            | bei Marktplatz 74 Standort KG: Pamhagen         | Die große Kapelle am Ortsrand von Pamhagen in Richtung Wallern war wahrscheinlich im 17. Jahrhundert eine Kirche, die nach der Türkenbelagerung 1683 abgetragen wurde. Laut mündlichen Überlieferungen wurde das Material (Version A) für den Türkenturm (Version B) für eine Windmühle verwendet. 1907 wurde die Kapelle neu errichtet. | BDA-Hist.: Q38058588 Status: § 2a Stand der BDA-Liste: 2025-06-30 Name: Ortskapelle Maria Lourdes GstNr.: 460/2 Ortskapelle Maria-Lourdes, Pamhagen |
| ja   | Datei hochladen | Kath. Pfarrkirche Zur Kreuzerhöhung HERIS-ID: 10133 Objekt-ID: 6186  | Pfarrer Sandhofer Platz 3 Standort KG: Pamhagen | Die Kirche ist ein 1754 errichteter Barockbau mit vorgebautem Westturm. Erweiterung in den Jahren 1954/55. | BDA-Hist.: Q15124708 Status: § 2a Stand der BDA-Liste: 2025-06-30 Name: Kath. Pfarrkirche Zur Kreuzerhöhung GstNr.: 559 Pfarrkirche Pamhagen        |
| ja   | Datei hochladen | Kreuzigungsgruppe, sog. Pfarrerkreuz HERIS-ID: 10138 Objekt-ID: 6191 | bei Schulgasse 2a Standort KG: Pamhagen         | Die Kreuzigungsgruppe am Friedhof steht an der Mauer, hat klassizistische Figuren und Sockelreliefs. Diese zeigen den „Ölberg“, die „Geißelung Jesu“, die „Dornenkrönung“ sowie die „Kreuztragung“. Michael Thoell schuf sie 1816. | BDA-Hist.: Q38058649 Status: § 2a Stand der BDA-Liste: 2025-06-30 Name: Kreuzigungsgruppe, sog. Pfarrerkreuz GstNr.: 560/1                          |
| ja   | Datei hochladen | Kleinackerkapelle, Feldkapelle HERIS-ID: 10137 Objekt-ID: 6190       | Standort KG: Pamhagen                           | Ein kleiner Nischenbau aus der Mitte des 18. Jahrhunderts mit geschweiftem Giebel. | BDA-Hist.: Q38058639 Status: Bescheid Stand der BDA-Liste: 2025-06-30 Name: Kleinackerkapelle, Feldkapelle GstNr.: 2540/2                           |